# Banca nazionale di Serbia
La Banca nazionale di Serbia (in serbo cirillico Народна банка Србије, traslitterato in  Narodna banka Srbije) è la banca centrale della Repubblica Serba. Con sede nella capitale Belgrado, ha come obiettivo la stabilità dei prezzi e la stabilità finanziaria del Paese.

## Contesto
La Serbia fu, per diversi secoli, una provincia dell'Impero ottomano.  Ottenuta l'autonomia nel 1830, essa era ben lontana dal riscattare la grande arretratezza frutto di secoli di servaggio. A metà '800, ad esempio, circolavano nel Paese non meno di 43 valute straniere.
Nel 1854, il giornale Srpske novine pubblicò un articolo intitolato: "La presente crisi monetaria ", nel quale l'autore invocava la creazione di una nuova istituzione finanziaria, destinata a mettere ordine nelle finanze dell'allora piccolo Paese. L'idea venne messa in pratica non meno di trent'anni più tardi.

## Storia

### Fondazione

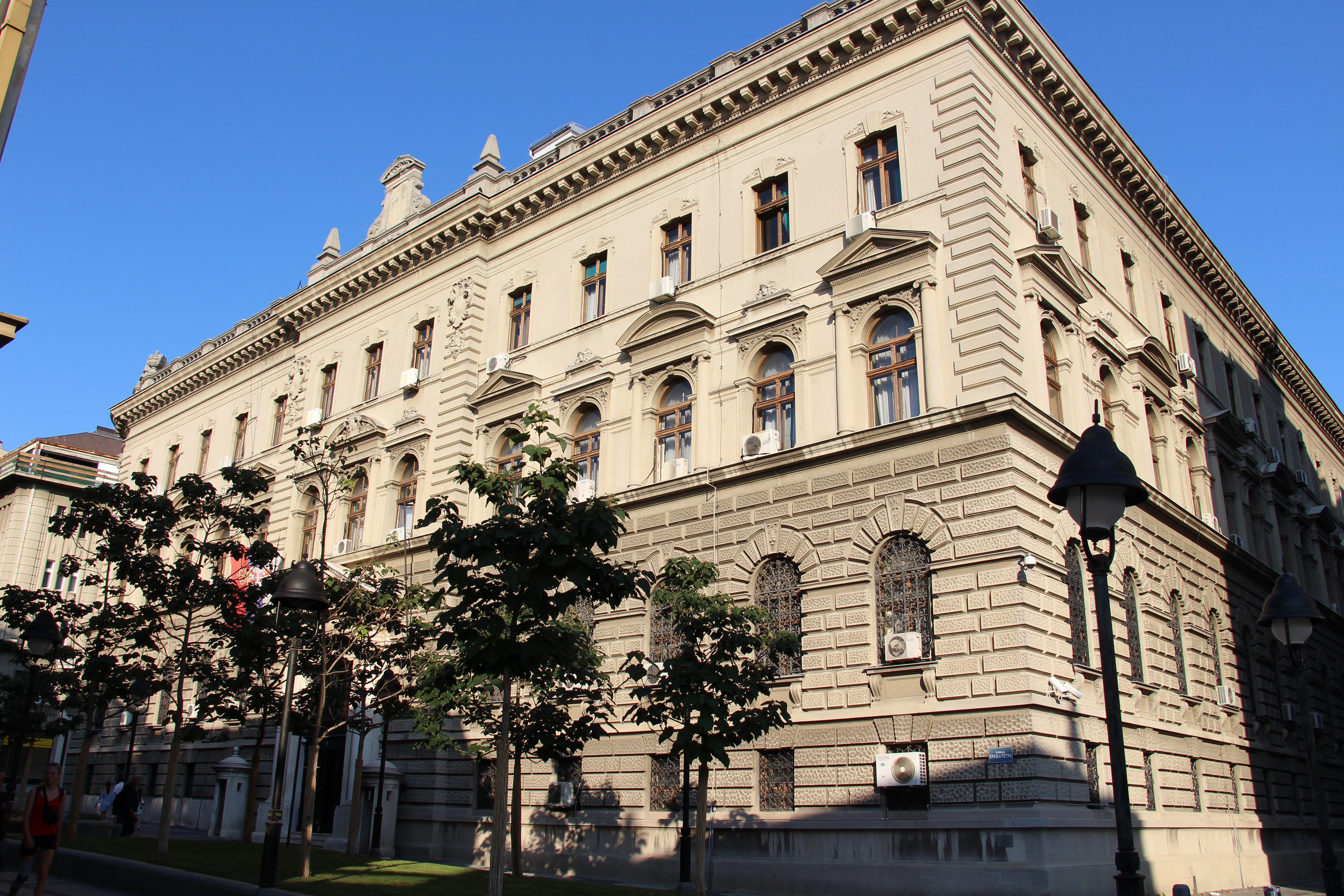
La sede storica della Banca nazionale in Kralja Petra nel quartiere di Kosančićev Venac

La Banca nazionale del Regno di Serbia venne fondata il 6 gennaio 1884, con decreto del re Milan I.  Sul modello della Banca nazionale belga, si trattava di una società bancaria privata, alla quale lo Stato attribuiva un esclusivo droit de regard (potere di sorveglianza) sulle operazioni bancarie e finanziarie.  La prima assemblea generale dei soci della neonata istituzione ebbe luogo dal 26 al 29 febbraio 1884.  Tale data precede, tuttavia, quella che viene considerata la vera e propria nascita della istituzione, il 26 marzo successivo, allorché essa ricevette una prima missiva ufficiale, da parte del ministro delle finanze Đorđe Pavlović.

Le attività commerciali ebbero inizio il 2 luglio seguente, con la stampa del primo biglietto di banca.
In origine, l'istituzione aveva sede al 38 di via Knez Mihailova, all'angolo con la via  Dubrovačka (oggi via  Kralja Petra).  Più tardi si spostò in un immobile più grande, in via  Kralja Petra, ove a tutt'oggi siede la direzione.

### Fra le due guerre mondiali
Al termine della grande guerra, il Regno di Serbia si trasformò in Regno dei serbi, dei croati e degli sloveni, poi in Regno di Jugoslavia.  Con decreto del 26 gennaio 1920, la Banca nazionale del Regno di Serbia estese le proprie competenze ai nuovi confini.  Parimenti, essa venne ufficialmente riconosciuta quale istituto di credito.
Nel 1931 essa venne, infine, ribattezzata  Banca centrale del Regno di Jugoslavia, le venne affidata la gestione della politica creditizia, la definizione delle linee generali della politica monetaria e la tutela del valore esterno ed interno della moneta nazionale.

### Dalla seconda guerra mondiale alla guerra civile
Nel corso della seconda guerra mondiale (qui iniziata con l'invasione nazi-fascista dell'aprile 1941 e terminata, a Belgrado, con la liberazione di dell'ottobre 1944), la banca centrale tenne aperti degli uffici a Londra.  Sinché, nel settembre 1946, essa venne nazionalizzata e ribattezzata  Banca nazionale della Repubblica Socialista Federale di Jugoslavia.

### Dopo la guerra civile
Nel corso della sanguinosa guerra civile, connesse alla dissoluzione della federazione, la Banca venne ribattezzata  Banca nazionale della Serbia. Oggi agisce con finalità di regolazione e controllo in un mercato bancario in corso di privatizzazione e viepiù aperto alle banche straniere (dal 2005, essa ha potere di autorizzazione di ogni negoziazione concernente quote superiori al 5% di ogni banca serba), ed in una economia in marcia verso il libero mercato (la quota di popolazione che ha acceso prestiti presso una banca è passata dal 15,3% del 2003 al 35,9% del 2007.
In un simile contesto, la Banca nazionale Serba sorveglia il regolare approvvigionamento finanziario delle banche commerciali e gli aggregati creditizi: ad esempio, nel 2006, sotto pressione del Fondo monetario internazionale, ha elevato le riserve bancarie obbligatorie.
Essa ha, inoltre, obiettivo di stabilizzare il tasso di cambio fra l'Euro ed il Dinaro serbo.

## Sede
Dal 2006, la Banca ha installato i propri uffici operativi nei moderni locali sulla via  Nemanjina, presso la piazza Slavija. Mentre la direzione e, soprattutto, gli uffici del governatore, sono rimasti nella storica sede di Via  Kralja Petra.